# Chouba (vêtement)
Pour les articles homonymes, voir Chouba (homonymie).

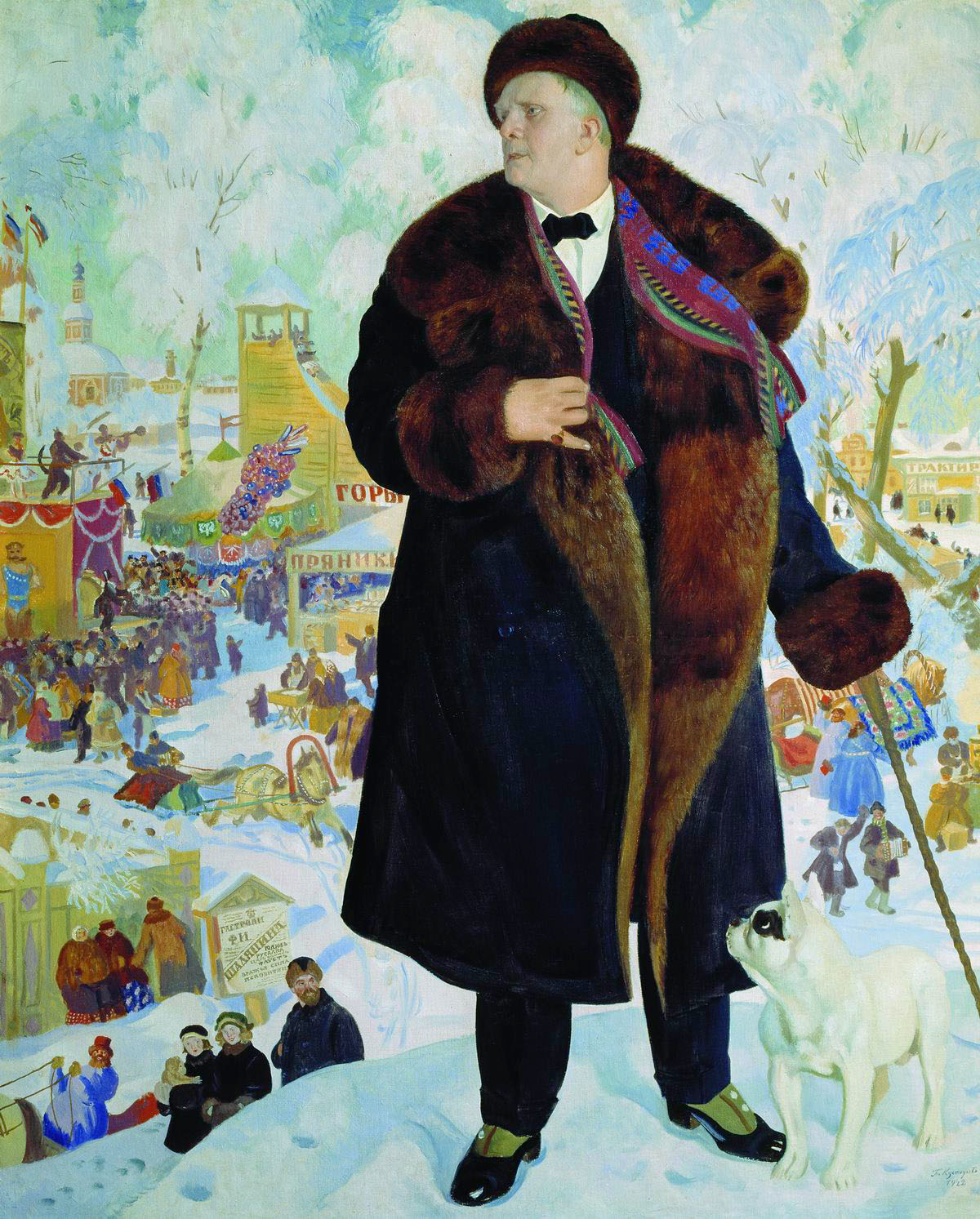
Fiodor Chaliapine en chouba, Portrait par Boris Kustodiev

Une chouba (en russe : шуба) est un manteau de fourrure en langue russe, un vêtement d'extérieur en fourrure, destiné à protéger l'organisme du froid. La chouba était traditionnellement portée en Russie, en Pologne, en Turquie. Elle peut être en fourrure naturelle ou synthétique. La fourrure naturelle peut provenir d'animaux d'élevage ou de la chasse. La fourrure peut être tournée vers l'intérieur, vers l'extérieur ou des deux côtés. 
Un manteau en fourrure naturelle peut être réalisé à partir de fourrure d'animaux tels que le mouton, le mouflon, l'astrakan, le renard polaire, la belette, la zibeline, le renard, le renard argenté, le chinchilla, l'hermine, le castor, l'ours, le loup, le coyote, la marmotte, l'opossum, le ragondin, le rat musqué, le lapin, l'écureuil roux, la marmotte de Sibérie, le phoque de Sibérie, le lièvre, le chat, le chien, la martre, le raton laveur commun, la mouffette, le glouton, le leopard, le léopard noire, le léopard des neiges, le panthere nebuleuse, le guepard, le tigre, le cougar, le chacal doré, l'otarie (voir la Chasse aux phoques), le chien viverrin, le lemur catta, le renne, la loutre de mer, le desman de Moscovie, le vison de Sibérie, le blaireau, le jaguar, la taupe, le poney, le lynx, l'élan, la panthère des neiges, etc.
Les principales espèces de fourrures utilisées en Russie étaient celles de la belette, de la zibeline, de l'astrakan, (un agneau de Russie d'Asie) et du mouton.

## Étymologie
L'origine du mot chouba est supposée être allemande ou arabe.  

## Législation
La plupart des espèces précitées sont protégées notamment par la Convention sur le commerce international des espèces de faune et de flore sauvages menacées d'extinction dite aussi Convention de Washington (3 mars 1973). Cet accord intergouvernemental limite les mouvements internationaux commerciaux ou non des espèces animales menacées reprises dans la convention. En ce qui concerne l'élevage de tels animaux, la législation varie de pays à pays et, quand il est autorisé, s'accompagne d'une règlementation particulière. Cet arsenal juridique a fait fortement diminuer le commerce lié à la fabrication et la vente de manteaux de fourrure.   

## Variétés de chouba
- La touloupe.
- Le polouchoubok est une chouba raccourcie.
- La doublionka est une chouba en peau de mouton.
- Choubka : diminutif de chouba.

## Galerie

### Vêtements russes duXIVesiècleauXVIIIesiècle

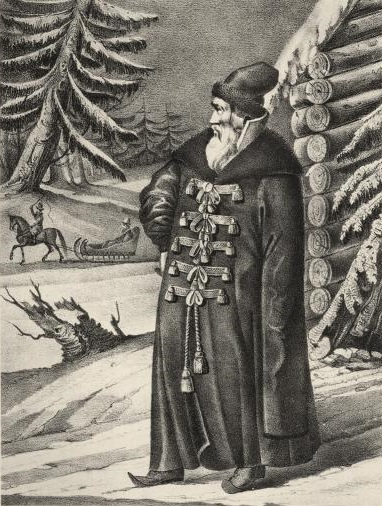
Chouba russe et ouchanka ou chapka.
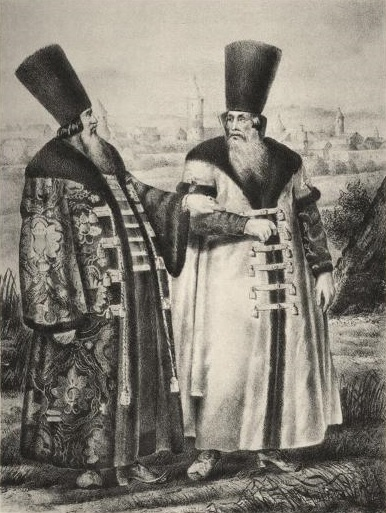
chouba turque et chapkas.
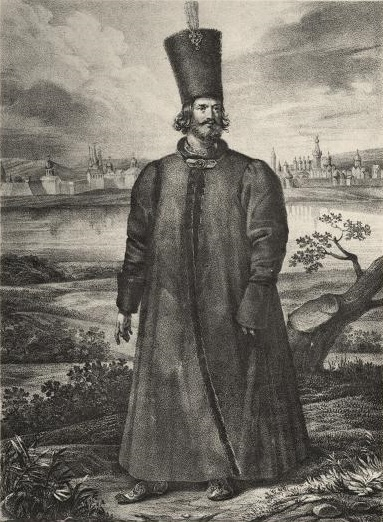
chouba polonaise et chapka.

### Différentes choubas

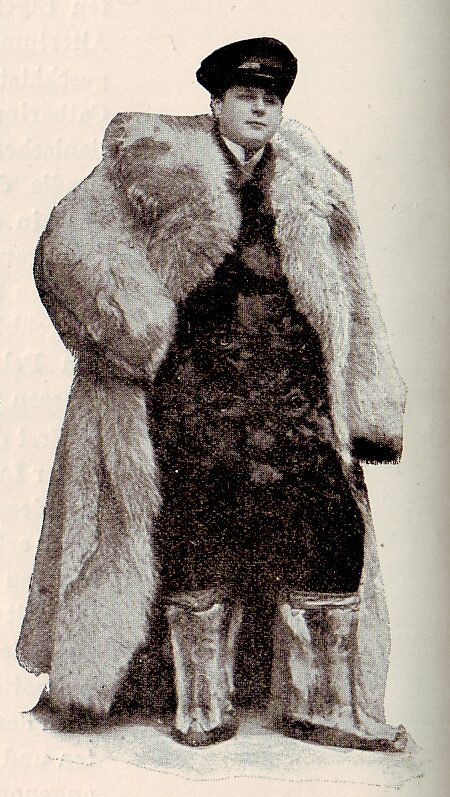
loup
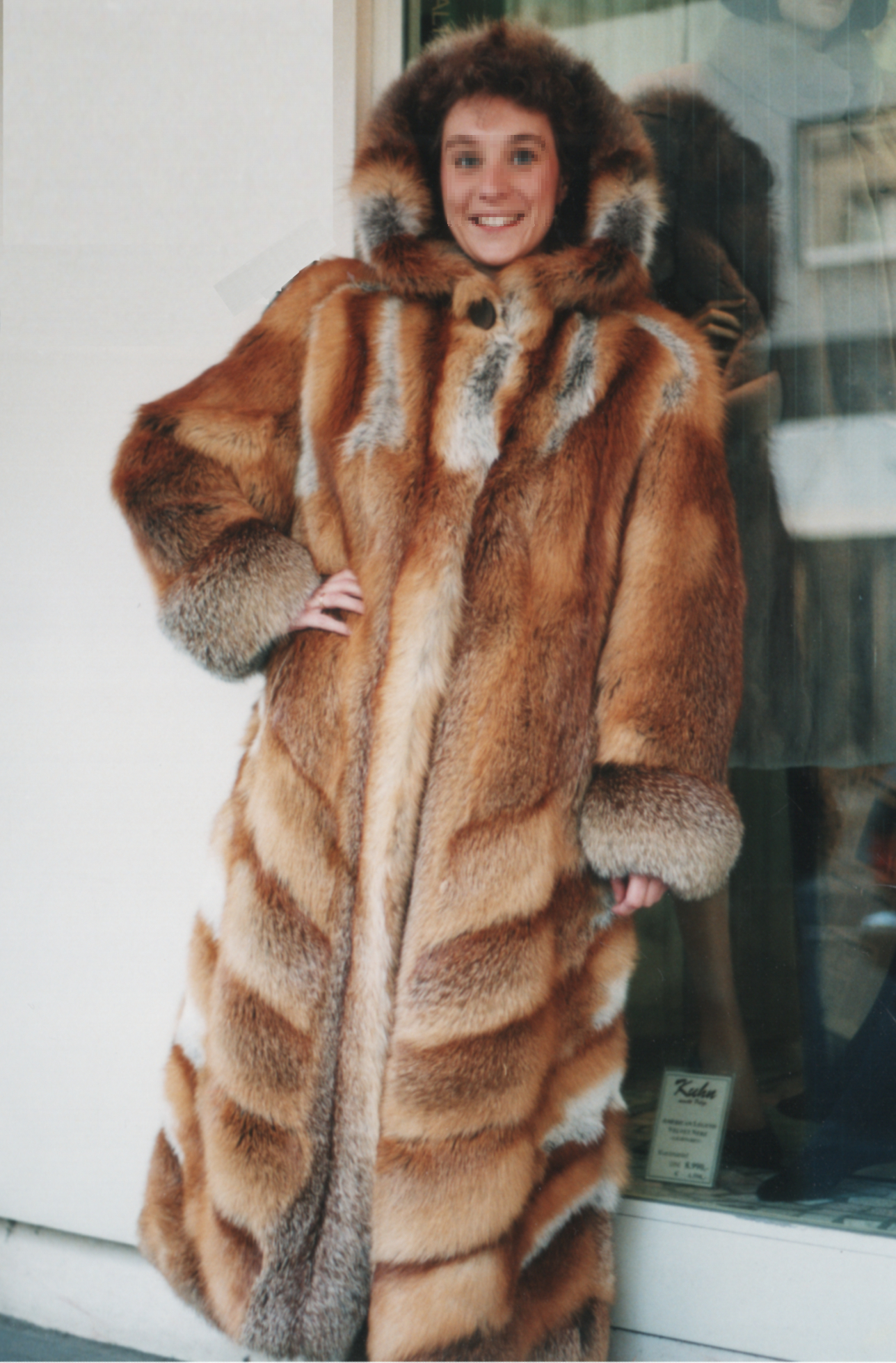
renard
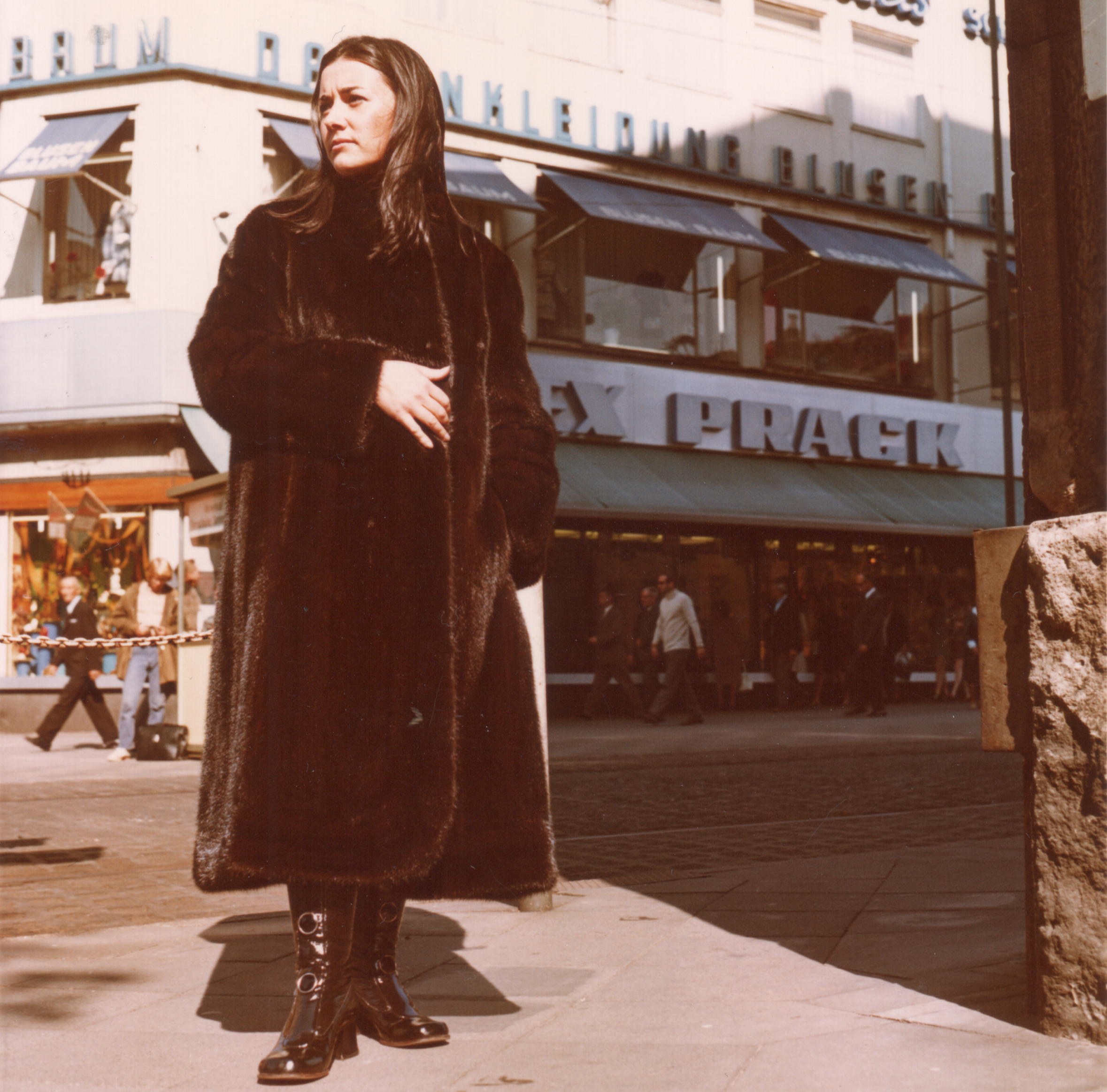
mouton
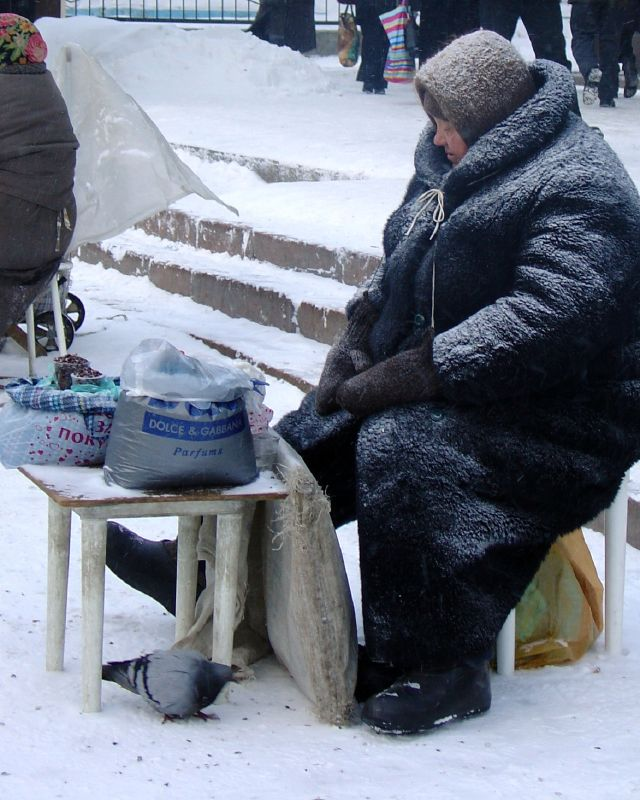
Basane (peau de mouton)